# Majin Tantei Nōgami Neuro
Majin Tantei Nōgami Neuro (魔人探偵 脳噛ネウロ, lit. "") é uma série de mangá escrita e ilustrada por Yūsei Matsui. A série gira em torno de um demônio chamado Neuro Nōgami que depende de mistérios para sua sobrevivência. Após devorar todos os mistérios do mundo dos demônios, ele vai ao mundo dos humanos, onde recruta a estudante Yako Katsuragi para montar uma agência de detetive. O mangá foi publicado pela editora Shueisha na sua revista Weekly Shōnen Jump de 21 de fevereiro de 2005 até 20 de abril de 2009. A editora reuniu os 202 capítulos e também publicou no formato tankōbon; 23 volumes foram editados entre 4 de julho de 2005 e 4 de agosto de 2009. O mangá já foi publicado também na Coreia do Sul, na Espanha, na França, em Hong Kong, na Itália, e em Taiwan.
A produção de um adaptação para televisão foi anunciada na 33ª edição da Weekly Shōnen Jump, lançada em 14 de julho de 2007. O anime foi dirigido por Hiroshi Kōjina e coproduzido por Madhouse, Nippon Television (NTV), Shueisha, D.N. Dream Partners and VAP. A série, que consiste de 25 episódios, foi exibida originalmente entre 2 de outubro de 2007 e 25 de março de 2008 na NTV.
A série também inspirou CD dramas, uma light novel escrita por Akira Higashiyama, um livro com uma análise psicológica escrito por Kōichi Mizuide, além de figuras de ação, mochilas, chawan, camisas, mouse pads e outros produtos. Dois jogos, um para Nintendo DS e outro para PlayStation 2 foram lançados em 2008. Além disso, o protagonista aparece nos jogos Jump Ultimate Stars e J-Stars Victory VS, ambos jogos que incluem diversas séries da revista.

## Anime

### Músicas
- Tema de Abertura: "Dirty" — Nightmare

- Tema de Encerramento: "Kodoku no Hikari" — Seira Kagami